# The Light Between Oceans
The Light Between Oceans is een Amerikaans-Brits-Indische romantische dramafilm uit 2016, geregisseerd door Derek Cianfrance en gebaseerd op de gelijknamige debuutroman van M. L. Stedman uit 2012. De film ging op 31 augustus in première in de competitie van het Filmfestival van Venetië.

## Verhaal
Het verhaal speelt kort na de Eerste Wereldoorlog. Tom Sherbourne (Michael Fassbender) is een oorlogsveteraan, die te veel verschrikkingen heeft meegemaakt en rust zoekt als vuurtorenwachter op het (fictieve) eilandje Janus bij de zuidwestkust van Australië. Hij krijgt een relatie met Isabel Graysmark (Alicia Vikander). Ze trouwen en vanaf dat moment gaan ze samen op Janus wonen.
Kort nadat Isabel voor de tweede keer een miskraam heeft, spoelt er een bootje aan met daarin een dode man en een baby. Tom wil de vondst correct met de autoriteiten afwerken, maar Isabel vreest dat men nooit zal goedvinden dat het kind door de bewoners van een eenzaam eiland geadopteerd wordt. Misschien wordt ze wel naar een weeshuis gestuurd. Isabel dwingt Tom de vondst geheim te houden en het meisje als hun eigen kind op te geven. Ze noemen haar Lucy. 
Een paar jaar later, tijdens een bezoek aan het vasteland, ontmoeten ze de vrouw Hannah (Rachel Weisz), die rouwt omdat haar man met hun dochtertje in een bootje verdwenen is en niet meer is teruggekomen. Tom krijgt last van zijn geweten.

## Rolverdeling
| Acteur             | Personage            |
| ------------------ | -------------------- |
| Michael Fassbender | Tom Sherbourne       |
| Alicia Vikander    | Isabel Sherbourne    |
| Rachel Weisz       | Hannah Roennfeldt    |
| Bryan Brown        | Septimus Potts       |
| Jack Thompson      | Ralph Addicott       |
| Caren Pistorius    | Volwassen Lucy/Grace |
| Florence Clery     | Lucy/Grace           |
| Anthony Hayes      | Vernon Knuckey       |
| Emily Barclay      | Gwen Potts           |

## Productie
DreamWorks verkreeg de filmrechten van de roman op 27 november 2012. In september 2013 werd aangekondigd dat Derek Cianfrance de regie voor zijn rekening zou nemen. In mei 2014 vervoegde Michael Fassbender de cast en in juni 2014 Alicia Vikander. De filmopnamen gingen van start in september 2014 in Nieuw-Zeeland (waar er werd gefilmd bij de vuurtoren van Cape Campbell) en vanaf november werd er gefilmd in Australië. Stedman werkte niet mee aan de verfilming van haar roman maar toonde zich achteraf wel tevreden over het resultaat. De film kreeg matige tot goede kritieken van de filmcritici, met een score van 59% op Rotten Tomatoes.